# Lampada Argand

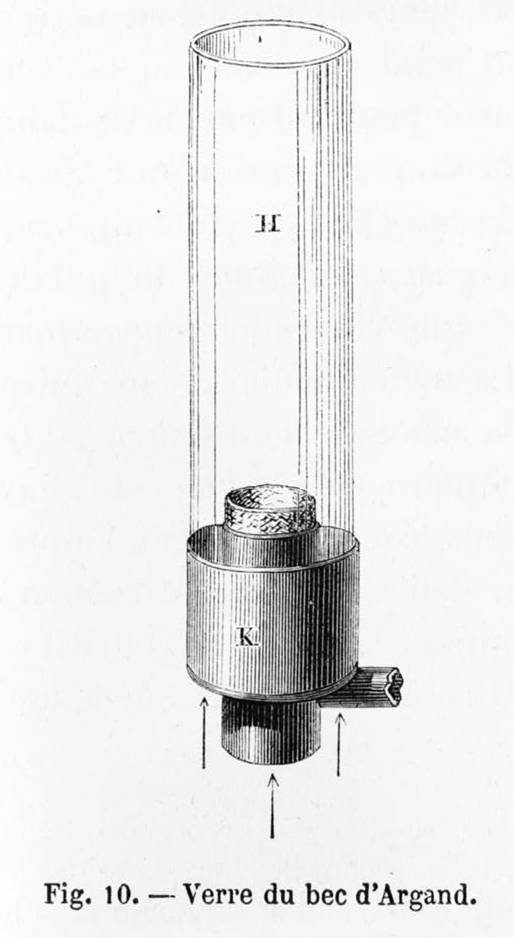
Schema della lampada di Argand, da

La lampada Argand è un tipo di lampada ad olio inventata nel 1783 dal chimico svizzero Aimé Argand. 
Il becco della lampada Argand è formato da due cilindretti metallici concentrici, tra i quali si trova lo stoppino a forma di nastro anulare. Il tutto è contenuto in un cilindro di vetro aperto sopra e sotto, in modo da permettere il passaggio di un flusso d'aria. Rispetto alle lanterne utilizzate fino ad allora, la luce della lampada Argand era molto intensa, più bianca e più stabile.